# Абу-эд-Духур (аэродром)
Абу-эд-Духур (араб. أبو الظهور‎) — аэродром сирийских арабских ВВС, расположенный восточнее города Абу-эд-Духур мухафаза Идлиб. В ходе гражданской войны в стране в течение 3 лет был в осаде. За контроль над авиабазой развернулись ожесточённые бои между правительственными войсками и террористическими группировками. Захвачен боевиками Джабхат ан-Нусры 9 сентября 2015 года. Освобождён Сирийской Армией 20 января 2018.

## История
До войны на аэродроме базировалась 678 эскадрилья, на вооружении которой были МиГ-23МС, МиГ-23МФ и МиГ-23УБ, и неизвестной эскадрильи, вооружение которой МиГ-21МФ, МиГ-21бис и МиГ-21УМ. В 2005 году самолёты МиГ-23МС были списаны. Из боеготовых машин на авиабазе остались:
- МиГ-23МФ-2
- МиГ-23УБ и МиГ-21- около 3-4 машин.

Первое серьёзное боестолкновение произошло 30 апреля 2013 года, когда боевики проникли на территорию базы. После этого вплоть до сентября 2015 года авиабазу оборонял батальон спецназа, всего около 300 человек. 9 сентября 2015 года группе защитников из 40 человек удалось выйти к своим войскам, в ходе этой операции погиб командир базы, генерал Инсан аз-Зухури, возглавлявший прорыв.
Все способные летать самолёты были перебазированы на аэродром Хама, часть авиационного вооружения достались боевикам.
В начале января 2018 сирийскими штурмовыми отрядами «Силы тигра» был осуществлён прорыв обороны группировки террористов Хайат Тахрир Аш Шам, 10 января «Силы Тигра» заняли Аэродром, однако на следующий день были выбиты террористами Хайят Тахрир аш Шам. После недели подготовки 20 января Сирийская арабская армия, штурмовые отряды «Силы Тигра» и Хезболла возобновили атаки на авиабазу, предприняв новый штурм, после которого авиабаза была освобождена от боевиков Хайят Тахрир аш-Шам.